# John Pankow
John Pankow est un acteur américain, né le 28 avril 1954 à Saint-Louis (Missouri).
Il est marié depuis 1986 à l'actrice Kristine Sutherland avec qui il a une fille, Eleanore.

## Filmographie

### Télévision
- 1980 : Life on the Mississippi : George Richie
- 1963 : The Doctors (en) : Danny Martin (1981-1982)
- 1984 : Deux Flics à Miami (Miami Vice) - Saison 1, épisode 10 : Floyd Higgins
- 1985 : First Steps : Fred
- 1987 : The Days and Nights of Molly Dodd : Ron Luchesse (1990-1991)
- 1992 : Dingue de toi : Ira Buchman (1993-1998)
- 2008 : New York, police judiciaire : Josh Lethem
- 2011 : Episodes [1] : Merc Lapidus

### Cinéma
- 1981 : L'Élu (The Chosen) : Bully
- 1983 : Les Prédateurs (The Hunger) : 1st Phone Booth Youth
- 1985 : Police fédérale, Los Angeles (To Live and Die in L.A.) : John Vukovich
- 1987 : Le Secret de mon succès (The Secret of My Succe$s) : Fred Melrose
- 1987 : Miracle sur la 8e rue (*batteries not included) : Kovacs
- 1988 : Toutes folles de lui : Lou Landers
- 1988 : Incidents de parcours (Monkey Shines) de George Andrew Romero : Geoffrey Fisher
- 1988 : Conversations nocturnes (Talk Radio) : Dietz
- 1991 : Pensées mortelles (Mortal Thoughts) : Arthur Kellogg
- 1991 : Year of the Gun, l'année de plomb (Year of the Gun) : Italo Bianchi
- 1992 : Une étrangère parmi nous (A Stranger Among Us) : Levine
- 1998 : L'Objet de mon affection (The Object of My Affection) : Vince McBride
- 2001 : La Maison sur l'océan (Life as a House) : Bryan Burke
- 2002 : Advice and Dissent : Jeffrey Goldman
- 2010 : Morning Glory de Roger Michell : Lenny Bergman

## Distinctions
- Clarence Derwent Award en 1989 pour le rôle de Eamon dans Aristocrats.